# Warungu
Warungu är ett utdött australiskt språk. Warungu talades i Queensland i Australien. Warungu tillhörde de pama-nyunganska språken.